# هدف

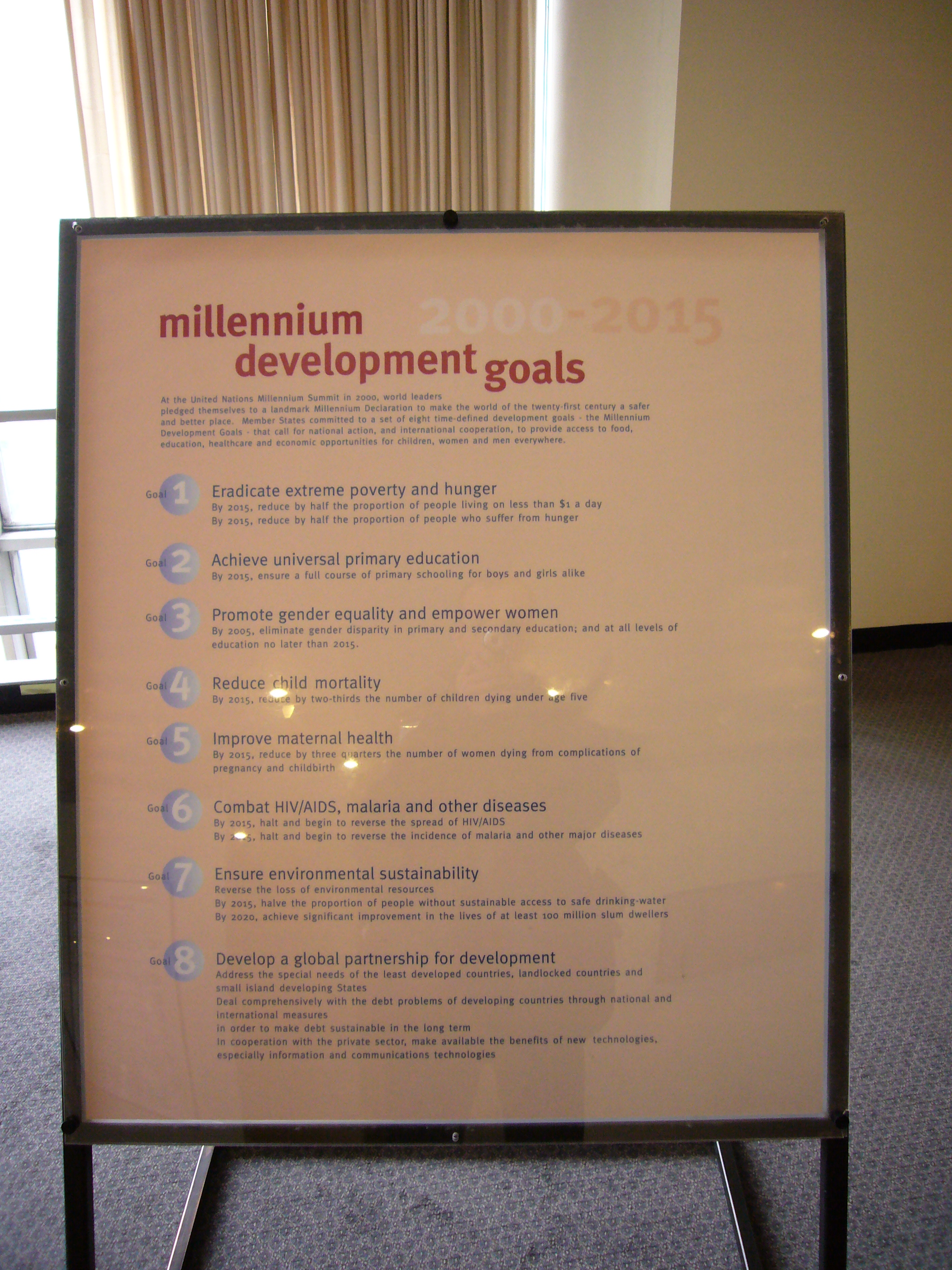

الأهداف هي مجموعة من النتائج النهائية التي تسعى إدارات المؤسسات المدنية إلى تحقيقها، وفي الغالب تحقيق أكبر قدر من الربح بأقل كلفة ممكنة، كما تشمل التوسع المستقبلي وارتفاع نسبة البيع والإبقاء على التقدم أمام المنافسة.
كما للعسكريين أهداف يسعون لتحقيقها سواء في السلم أو الحرب. أما على المستوى الأشمل فإن للدول أهدافًا تحددها إستراتيجيتها الوطنية.
الهدف هو ما يسعى إليه الفرد من أجل تحقيقه، فالأهدافُ أساسُ حياتنا. فمن منا لم يكن لديه هدف في حياته ويريد تحقيقه سواء كان هدفنا الدراسة أو النجاح أو العمل أو الاستحقاق ولدينا أهداف كثيرة بحياتنا. الهدف هو نهاية علمية لبداية نظرية لتحقيق الغاية والمراد منها إنجاز شيء ما والافتخار به أي أنه تحقيق لإرادة قوية. الهدف هو النتيجة الحاسمة التي يسعى إليها الشخص. الهدف له معان كثيرة فمنها أنه الغاية والخيار الأخير الذي يرغب الشخص بالوصول إليه كما يعبر الهدف أنه الإنجاز المتحقق على أرض الواقع والأهداف كثيرة بحياتنا فكل شخص لديه هدف.

## تحديد الأهداف
يشمل تحديد الهدف المثالي عدة معطيات وأهمها إنشاء أهداف محددة وسهلة المنال وواقعية ليتم إنجازها في وقت محدد ومدروس، إن أهمية العمل على نظرية تحديد الأهداف يجعلها بمثابة أداة فعالة لتحقيق تقدم فعّال من خلال الضمان بأن المشاركين لديهم إدراك واضح لما يجب عليهم القيام به للتحقيق أو المساعدة على تحقيق الهدف المطلوب.
أما على المستوى الشخصي، تتيح عملية تحديد الأهداف للأشخاص التركيز على هدف معيّن ومما يساعد في العمل تجاهه. وفي أغلب الأحيان تكون أهداف مالية أو مهنية.
و يضم تحديد الأهداف عنصر أساسي من عناصر التنمية وقد يكون الهدف طويل المدى أو قصير المدى والفرق الأساسي بين النوعين هو الوقت اللازم لتحقيقه.

## الأهداف قصيرة المدى
من المتوقع إنجاز الأهداف القصيرة المدى في وقت قصير كمحاولة تسديد فاتورة خلال الأيام القصيرة القادمة تعريف الأهداف القصيرة المدى ليس له علاقة بأي مدة زمنية محددة وبعبارة أخرى، يمكن للمرء أن يحقق أو يفشل في تحقيق هدف قصير المدى في يوم أو أسبوع أو شهر أو سنة، ويرتبط الإطار الزمني للهدف القصير المدى بسياق الإطار الزمني العام الذي يتم التطبيق فيه على سبيل المثال، يمكن لشخص قياس وإنجاز هدف قصير المدى لمشروع مدته شهر إلى أيام أو اسبوع، حيث يمكن قياس أو انجاز أي هدف قصير المدى لحياة شخص ما لشهور أو سنوات يعرف المخططون الأهداف القصيرة المدى بأنها مرتبطة بلأهداف طويلة المدى.

## الأهداف الشخصية
يمكن للأفراد تحديد أهداف شخصية في إطار منافعه الشخصية ومتطلباته الحياتية، فيمكن للطالب أن يضع هدف الحصول على درجة عالية في الاختبار، يمكن لرياضي وضع هدف للجري خمسة أميال يومياً، يمكن للمسافر محاولة الوصول إلى المدينة المقصودة خلال ثلاث ساعات. تعتبر هذه الأهداف المادية مثال شائع للأهداف الشخصية لتحقيق منافع تختلف من شخص لآخر.
يمكن لإدارة الأهداف أن تعطي عائدات في كل مجالات الحياة، كما أن معرفة ماذا يريد الشخص تحقيقه بالضبط يساعده على التركيز والتطوير كما يساعده على وضع ذلك الهدف ضمن الأولويات تلقائياً.
يعزز تحديد الأهداف والتخطيط إمكانية ابتكار رؤية طويلة المدى وقصيرة المدى. ويركز على القصد والرغبة واكتساب المعرفة ويساعد على تنظيم المصادر.
تتضمن كفاءة هدف العمل التعريف بجميع الاخطاء وطرق وحلها وأيضاً الصراع الداخلي والاعتقاد السلبي والمحدود الذي قد يتسبب بتخريب أو تشتيت جهد شخص ما. ومن خلال وضع أهداف محددة يمكن للمرئ أن يفتخر بإنجاز تلك الأهداف. يمكن للمرئ أن يرى تقدم فيما قد رآه طويلاً مستحيل المنال.

## تحقيق أهداف شخصية
يتطلب تحقيق أهداف صعبة ومعقدة التركيز على اجتهاد طويل المدى. يتطلب النجاح في أي مجال ترك الأعذار والمبررات لأداء سيئ أو عدم وجود تخطيط كاف وباختصار، يتطلب النجاح نضج عاطفي. يؤثر مدى إيمان الاخرين بقدراتهم على تحقيق الأهداف الشخصية.
تعتمد الإنجازات طويلة المدى على الإنجازات قصيرة المدى. التحكم بالمشاعر في اللحظات القصيرة في اليوم الواحد يحدث فرقاً كبيرا على المدى الطويل.

## تحقيق الأهداف الشخصية والسعادة
هناك العديد من الأبحاث التي أجريت والتي تبحث عن الصلة بين تحقيق الأهداف المرجوة والتغيرات في الكفائة الذاتية والنزاهة والتغييرات الذاتية التي تؤدي في نهاية المطاف إلى رفاه شخصي.. كما يشير فعالية الفرد إلى مدى احتمال نجاح الفرد في تحقيق أهدافه. يشير سلامة الهدف إلى مدى استمرارية أهداف الشخص مع الجوانب الذاتية. وقد أوضح البحث أن التركيز على الأهداف مرتبط بعامل السعادة (وهو أمر شخصي) ويرتبط سلامة الهدف بالمعنى (علم النفس). وقد أظهرت العديد من الدراسات الرابط بين تحقيق أهداف طويلة المدى والتغيير الشخصي مع ما أظهره البحث وهو تحقيق الأهداف التي تحمل معنى شخصي والتي تزيد الإحساس بالذاتيه..

## نموذج التوافق الذاتي
نموذج التوافق الذاتي هو نموذج يركز على السلسلة من الخطوات التي تحدث منذ بدء تحقيق هذا الهدف. فهو ينظر إلى أرجحية وتأثير تحقيق الهدف وهو مبني على نوع ومعنى هذا الهدف بالنسبة للفرد.تؤثر الأنواع المختلفة للأهداف على تحقيق الهدف والمعنى الشخصي المستمد من تحقيق الهدف. يزيل النموذج العوامل التي تعزز تحقيق الهدف والعوامل التي تربط تحقيق الهدف بالتغيير الشخصي.

## أهداف التوافق الذاتي
ويطلق على الأهداف التي يتم السعي فيها لتحقيق قيم جوهرية تلبي أهداف التوافق الذاتي الاحتياجات الأساسية والتي تتماشى مع الأفراد. وبسبب احتواء تلك الأهداف على معنى شخصي للفرد وانعكاس الهوية الذاتية للفرد، فإن أهداف التوافق الذاتي تحتاج إلى جهد متواصل. وفي الأهداف المغايرة التي لا تعكس الدافع الداخلي للأفراد بسبب عوامل داخلية مثل: الضغط الاجتماعي المنبثقة من منطقة غير متكاملة لشخص وبالتالي فهي الأكثر عرضة للهجرة عند حدوث المشاكل. وبالإضافة إلى ذلك، فإذن نظرية حرية الإرادة والبحوث المحيطة تبين تحقيق الفرد للهدف بفاعلية. أما إن كان الهدف غير ذاتي فإن المستويات لا تتغير بالرغم من بلوغ الهدف..

## إدارة الهدف في المنظمات
تنظيمياً، تحتوي عملية إدارة الهدف على تعرف واستنتاج أهداف أعضاء الفريق والتخلي عن الأهداف الغير مرتبطة بها وتحديد مشاكل الأهداف وحلها وترتيب أولويات الأهداف باستمرار لفريق التعاون الأمثل والعمليات الفعالة.
والمقصود بنجاح معامله تجارية هو الحصول على الأرباح من خلال الحصول على أفضل جودة للسلع وأفضل الخدمات المتاحة للمستخدم بسعر معقول.

## تحتوي إدارة الهدف على
- تقييم وإنهاء غير عقلاني للنجاح.
- إدارة الوقت
- أعادة النظر المتكرر (التدقيق الدائم)
- التدقيق القابل لتنفيذ
- ضبط المعالم والأهداف الرئيسة

وقد ميز مورتن لند وراسمسين ثلاث مجموعات أساسية للأهداف المرتبطة بنظام إدارة التكنولوجيا
- هدف الإنتاج
- هدف الإطمئنان
- هدف الاقتصاد

وتضمن حل إدارة الهدف التنظيمية أهداف الموظفين التي تتماشى مع الرؤية والأهداف الإستراتيجية للمنظمة بأكملها. تعطي إدارة الأهداف المنظمات الآلية التي تمكنها من إيصال أهداف المنظمة والغايات الإستراتيجية لكل شخص داخل المنظمة إيصال فعالاً. ويكون حل المشكلة منبق من المصدر الداخلي، وتوفر لكل شخص اتفاق تنظيمي واضح وهدف لرسالة واضحة. ومع إدراة الهدف، يستطيع كل موظف أن يفهم كيفية مساهمة جهودهم في نجاح المؤسسة.
مثال على نوع هدف في إدارة الأعمال
- هدف العميل: وهو يشير تموين منتج أو خدمة الذي يريدها السوق أو العميل.
- أهداف الإنتاج: وهو يشير إلى تموين منتج رائع مقارنةً بالمنتجات الأخرى، وربما يكون سبب ذلك الجودة والتصميم والدقة والتجديد.
- الأهداف التشغيلية: والتي تشير إلى تشغيل هذه المنظمة بطريقة يتم من خلالها أستخدام مهاراة الإدارة والتكنولوجيا والمصادر بشكل أفضل.
- الأهداف الثانوية: وتشير إلى الأهداف التي لا تعدها المنظمة من أولوياتها.